# Antônio Dias Maciel
Antônio Dias Maciel, segundo barão de Araguari (Bom Despacho, 1 de janeiro de 1826 — Patos de Minas, 1 de julho de 1910), foi um juiz e político brasileiro.
Foi o primeiro juiz de comarca e prefeito de Patos de Minas, além de líder do Partido Liberal em Bom Despacho e Patos de Minas.
Filho de Antônio Dias Maciel e Maria Rosa da Silva Capanema. Casou-se em 1854 com Flaviana Correia, com quem teve vários filhos, entre eles Olegário Dias Maciel, presidente da província de Minas Gerais, e Farnese Dias Maciel, coronel da Guarda Nacional. É avô de Antônio Dias Maciel Neto, o príncipe dos advogados, e bisavô de Lysâneas Dias Maciel e Hildebrando Dias Maciel, que se casou com Maria Terezinha Scarano e teve os filhos: Antônio Dias Maciel, Ligia Maciel e Patrícia Maciel.

## Títulos nobiliárquicos e honrarias
2.º barão de Araguari
Título conferido por decreto imperial em 10 de agosto de 1889.